# NGC 7450
NGC 7450 est une galaxie spirale barrée située dans la constellation du Verseau. Sa vitesse par rapport au fond diffus cosmologique est de 2 834 ± 25 km/s, ce qui correspond à une distance de Hubble de 41,8 ± 3,0 Mpc (∼136 millions d'al). NGC 7450 a été découverte par l'astronome allemand Wilhelm Tempel en 1876.
Notons que les images du relevé Pan-STARRS ainsi que celle du projet Legacy Surveyr ne montrent pas vraiment de bras spiraux dans la galaxie NGC 7450, mais plutôt la présence d'un anneau interne et de deux anneaux externes. À première vue, la classification de galaxie lenticulaire par Wolfgang Steinicke et par le professeur Seligman semble mieux décrire cette galaxie. Cependant, les bras spiraux ainsi que la barre centrale sont nettement visibles sur l'image du télescope spatial Hubble.

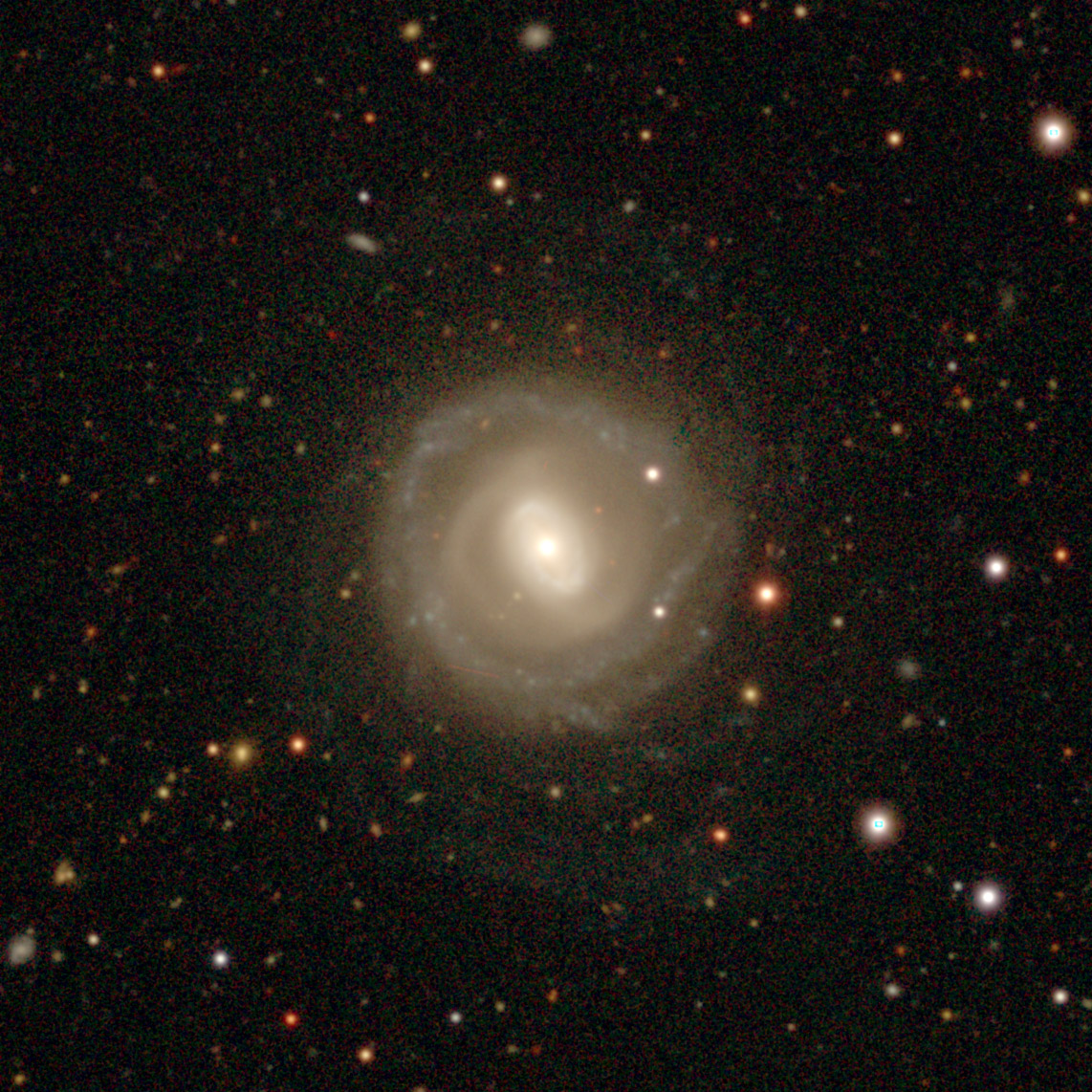
La galaxie spirale barrée NGC 7450 par le projet « Legacy Surveys DR10 ».

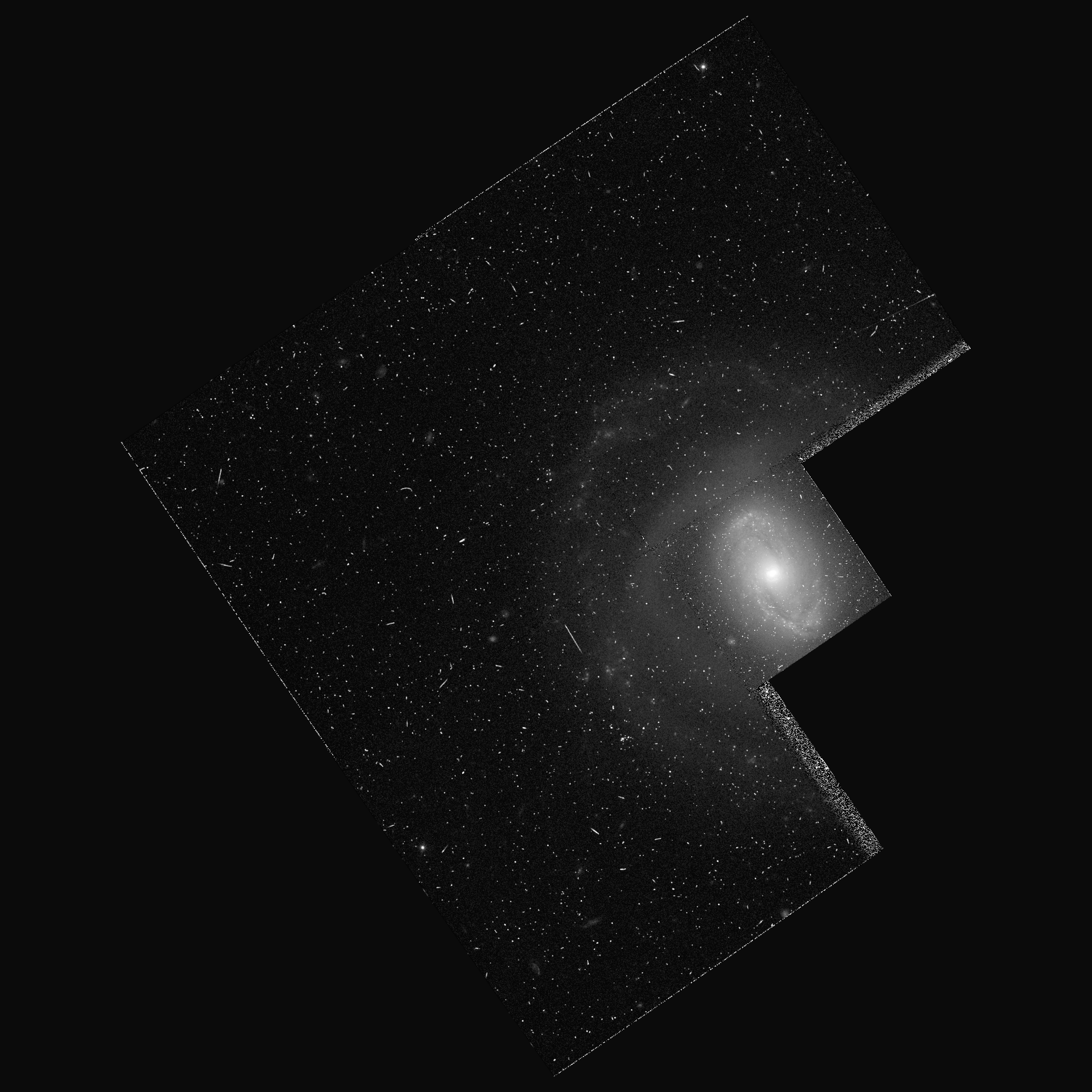
NGC 7450 selon les données du télescope spatial Hubble.

La classe de luminosité de NGC 7450 est I et elle présente une large raie HI. De plus, elle est aussi une galaxie active de type Seyfert  1.5 et elle renferme des régions d'hydrogène ionisé (HII). NGC 7450 est aussi une galaxie dont le noyau brille dans le domaine de l'ultraviolet. Elle est inscrite dans le catalogue de Markarian sous la cote MK 1126.
En raison d'une brillance de surface égale à 14,38 mag/am2, on peut qualifier NGC 7450 de galaxie à faible brillance de surface (LSB en anglais pour low surface brightness). Les galaxies LSB sont des galaxies diffuses (D) avec une brillance de surface inférieure de moins d'une magnitude à celle du ciel nocturne ambiant.

## Groupe de NGC 7443
Selon A. M. Garcia, NGC 7450 est membre du trio de galaxies de NGC 7443. Ce trio compte au moins 3 membres. Les autres galaxies du trio sont NGC 7443 et NGC 7444.